# Jamie Bell
Jamie Bell (Billingham, 1986. március 14. –) BAFTA-díjas angol színész, táncos.

## Élete
Jamie Bell az angliai Billinghamben született, ott is élt 2004-ig. Testvére bátorítására 1992-ben táncolni kezdett. 1995-ben döntött úgy, hogy színész lesz. Első színházi szerepét a Bugsy Malone című színdarabban játszhatta el 1998 karácsonyán.
New Yorkban él.

## Pályafutása
Első filmjével, a Billy Elliot (2000) címszerepével elnyerte a legjobb férfi főszereplőnek járó BAFTA-díjat, a kategória egyik legfiatalabb díjazottjaként. Egyéb, fontosabb filmjei közé tartozik a King Kong (2005), a Hipervándor (2008), a Snowpiercer – Túlélők viadala (2013), A fantasztikus négyes (2015) és a Rocketman (2019). A 2011-es Tintin kalandjai című animációs filmben a címszereplő hangját kölcsönözte.
A 2017-ben bemutatott A sztárok nem Liverpoolban halnak meg című romantikus életrajzi filmdráma főszerepével második alkalommal is BAFTA-díjra jelölték.

## Filmográfia

### Film
| Év   | Magyar cím                            | Eredeti cím                       | Szerep                        | Magyar hang       |
| ---- | ------------------------------------- | --------------------------------- | ----------------------------- | ----------------- |
| 2000 | Billy Elliot                          | Billy Elliot                      | Billy Elliot                  | Stukovszky Tamás  |
| 2000 | Billy Elliot                          | Billy Elliot                      | Billy Elliot                  | Morvay Gábor      |
| 2002 | A végzet őrei                         | Deathwatch                        | Charlie Shakespeare közlegény | Hamvas Dániel     |
| 2002 | Nicholas Nickleby                     | Nicholas Nickleby                 | Smike                         | Előd Álmos        |
| 2004 | Áramlat                               | Undertow                          | Chris Munn                    | Berkes Bence      |
| 2005 | Kedves Wendy!                         | Dear Wendy                        | Dick Dandelion                |                   |
| 2005 | Elrabolva                             | The Chumscrubber                  | Dean Stifle                   |                   |
| 2005 | King Kong                             | King Kong                         | Jimmy                         | Hamvas Dániel     |
| 2006 | A dicsőség zászlaja                   | Flags of Our Fathers              | Ralph "Iggy" Ignatowski       | Dányi Krisztián   |
| 2007 | Hallam Foe                            | Hallam Foe                        | Hallam Foe                    | Molnár Levente    |
| 2008 | Hipervándor                           | Jumper                            | Griffin O'Conner              | Hamvas Dániel     |
| 2008 | Hipervándor                           | Jumper                            | Griffin O'Conner              | Markovics Tamás   |
| 2008 | Ellenállók                            | Defiance                          | Asael Bielski                 | Hamvas Dániel     |
| 2011 | A sas                                 | The Eagle                         | Esca                          | Hamvas Dániel     |
| 2011 | Jane Eyre                             | Jane Eyre                         | St. John Rivers               | Szatory Dávid     |
| 2011 |                                       | Retreat                           | Jack Coleman közlegény        |                   |
| 2011 | Tintin kalandjai                      | The Adventures of Tintin          | Tintin (hangja)               | Molnár Levente    |
| 2012 | Borotvaélen                           | Man on a Ledge                    | Joey Cassidy                  | Karácsonyi Zoltán |
| 2013 | Snowpiercer – Túlélők viadala         | Snowpiercer                       | Edgar                         | Moser Károly      |
| 2013 | Mocsok                                | Filth                             | Ray Lennox                    | Hujber Ferenc     |
| 2013 | A nimfomániás                         | Nymphomaniac                      | K                             |                   |
| 2015 | A fantasztikus négyes                 | Fantastic Four                    | Ben Grimm / Lény (hangja)     | Hamvas Dániel     |
| 2017 | A sztárok nem Liverpoolban halnak meg | Film Stars Don't Die in Liverpool | Peter Turner                  | Hajdu Tibor       |
| 2017 |                                       | 6 Days                            | Rusty Firmin                  |                   |
| 2018 |                                       | Donnybrook                        | Jarhead Earl                  |                   |
| 2018 |                                       | Skin                              | Bryon Widner                  |                   |
| 2019 | Rocketman                             | Rocketman                         | Bernie Taupin                 | Ember Márk        |
| 2020 |                                       | Cranston Academy: Monster Zone    | Danny (hangja)                |                   |
| 2021 | Bűntudat nélkül                       | Without Remorse                   | Robert Ritter                 | Hamvas Dániel     |
| 2023 | Ostromlott                            | Surrounded                        | Tommy Walsh                   |                   |
| 2023 | Mind idegenek vagyunk                 | All of Us Strangers               | Adam apja                     | Hamvas Dániel     |

### Televízió
| Év        | Magyar cím      | Eredeti cím              | Szerep           | Megjegyzések           |
| --------- | --------------- | ------------------------ | ---------------- | ---------------------- |
| 2000      |                 | Close and True           | Mark Sheedy      | minisorozat (1 epizód) |
| 2014–2017 |                 | TURN: Washington's Spies | Abraham Woodhull | főszereplő (40 epizód) |
| 2022      | Tündöklő lányok | Shining Girls            | Harper Curtis    | főszereplő (8 epizód)  |

## Díjai
- BAFTA-díj (2000)